# Joan Baptista Estades de Moncaira i Bennàsser de Massana
Joan Baptista Estades de Moncaira i Bennàsser de Massana (Fornalutx, 18 de setembre de 1863 - Sóller, 5 de febrer de 1953) fou un polític local mallorquí de la vall de Sóller, batle de Fornalutx entre 1909 i 1916 i novament de 1918 a 1922.